# رودرسدورف (شهر اتریش)
رودرسدورف (به آلمانی: Rudersdorf) یک منطقهٔ مسکونی در اتریش است که در ناحیه ینرسدورف واقع شده‌است. رودرسدورف ۲٬۱۶۸ نفر جمعیت دارد.